# Atletismo nos Jogos Pan-Americanos de 1995 - Decatlo masculino
A prova do decatlo masculino nos Jogos Pan-Americanos de 1995 foi realizada em 17 e 18 de março no Estádio Atlético "Justo Roman".

## Resultados
| Posição           | Atleta               | Nacionalidade      | 100m | SD | AP | SA | 400m | 110m B | AD    | SV    | LD    | 1500m   | Pontos | Notas |
| ----------------- | -------------------- | ------------------ | ---- | -- | -- | -- | ---- | ------ | ----- | ----- | ----- | ------- | ------ | ----- |
| Medalha de ouro   | Kip Janvrin          | USA Estados Unidos |      |    |    |    |      | 14.69  | 46.28 | 4.80  | 57.56 | 4:22.84 | 8049   | PR    |
| Medalha de prata  | Eugenio Balanqué     | CUB Cuba           |      |    |    |    |      | 14.33  | 44.28 |       | 58.70 |         | 7948   |       |
| Medalha de bronze | Alejandro Cárdenas   | MEX México         |      |    |    |    |      |        |       | 4.20  |       | 4:41.29 | 7387   |       |
| 4                 | Jorge Camacho        | MEX México         |      |    |    |    |      |        |       | 4.40  |       | 4:37.50 | 7210   |       |
| 5                 | Pedro da Silva Filho | BRA Brasil         |      |    |    |    |      | 14.85  | 43.06 | 60.82 |       |         | 6692   |       |
| 6                 | Diego Kerwitz        | ARG Argentina      |      |    |    |    |      |        |       |       |       |         | 6610   |       |
| 7                 | Juan Silva           | URU Uruguai        |      |    |    |    |      |        |       |       |       |         | 6579   |       |
| 8                 | Steve Fritz          | USA Estados Unidos |      |    |    |    |      |        |       |       |       |         | DNS    |       |